# Benjamin Douglas
Benjamin Douglas, född 1816, död 1894, var en amerikansk politiker som var viceguvernör i Connecticut.

## Familj
Douglas föddes i Northford, Connecticut, den 3 april 1816. Hans farfar var en hjälte från Amerikanska revolutionen, William Douglas.
Han var partner med sin bror William från 1839 och de patenterade en typ av pump 1842, varefter över hundra nya patent beviljades dem. De tillverkade flera olika typer av pumpar och annan hydraulisk utrustning. Sedan William avlidit 1838 bildades ett företag 1839 med Benjamin Douglas som chef.

## Politisk karriär
Douglas bodde i Middletown, Middlesex County, Connecticut. Han var republikan. Han var borgmästare i Middletown från 1850 till 1853. Han var delegat till Republikanska nationella konventet från Connecticut 1856. Senare var han viceguvernör i Connecticut i en ettårig mandatperiod, från 1861 till 1862, under ett av de åtta år som William A. Buckingham var guvernör i Connecticut. Douglas efterträdde Julius Catlin som viceguvernör och efterträddes i sin tur av Roger Averill, vilka båda också var viceguvernörer medan Buckingham var guvernör.